# ひつじだよ! 全員集合!
『サザンオールスターズ 年越しライブ2014 「ひつじだよ! 全員集合!」』（サザンオールスターズ としこしライブにぜろいちよん「ひつじだよ ぜんいんしゅうごう」）は、サザンオールスターズが2014年12月27日から12月31日まで、横浜アリーナで行った年越しライブ。ただし、12月29日は行っていない。

## 解説
自身として、2005年に行った『SOUTHERN ALL STARS Live Tour 2005 みんなが好きです!』以来、9年振りとなる年越しライブ。タイトルはザ・ドリフターズ主演の国民的人気コント番組「8時だョ!全員集合」と2015年の干支である羊をもじったもの。
2014年6月25日のデビュー36周年の際に、自身のホームページやYouTubeにて、「進撃のサザン 進撃3連発!」として、同年9月にシングル発売（後の「東京VICTORY」）、年内のオリジナルアルバム発売（後の『葡萄』。制作が遅れ翌年3月の発売）、本ライブの発表を行った。
このライブでは少しでも多くの観客に楽しんでもらいたいとの意向で、舞台後方のバックステージにも観客席が用意された。
最終日である12月31日だけは、WOWOWで本ライブが全編生中継された。また、途中でNHK系「第65回NHK紅白歌合戦」との中継により、「ピースとハイライト」と「東京VICTORY」を披露し、自身としては、4回目の紅白出場という形になった。本ライブの最後に、15作目のオリジナルアルバムである『葡萄』の発売日が2015年3月31日であることと、全国ツアー（後の「おいしい葡萄の旅」）の開催が発表された。
本ライブの全編の映像ソフト化はされていないが、自身のアルバム『葡萄』の完全生産限定A・Bの特典として、「Making Movie～ピースとハイライト」「東京VICTORY」「天国オン・ザ・ビーチ」「栄光の男」を収録したDVDが付属となっている。

## スケジュール
※ライブ会場は横浜アリーナである。
- 12月27日・28日・30日 開場16:30 開演18:00
- 12月31日 開場20:00 開演21:30

## 演奏曲
※曲順は公式サイトに従う。
| 曲順                                                 | 曲                                                    | 発売年    |
| ---------------------------------------------------- | ----------------------------------------------------- | --------- |
| 1                                                    | Big Star Blues (ビッグスターの悲劇)                   | 1981      |
| 2                                                    | フリフリ'65                                           | 1989      |
| 3                                                    | 希望の轍                                              | 1990      |
| MC                                                   |                                                       |           |
| ちょっとだけ、懐かし目の選曲コーナー                 |                                                       |           |
| 4                                                    | 気分しだいで責めないで                                | 1978      |
| 5                                                    | 匂艶 THE NIGHT CLUB                                   | 1982      |
| 6                                                    | メロディ (melody)                                     | 1985      |
| 7                                                    | 逢いたくなった時に君はここにいない                    | 1990      |
| 8                                                    | あっという間の夢のTONIGHT                             | 1984      |
| 9                                                    | JAPANEGGAE (ジャパネゲエ)                             | 1984      |
| 10                                                   | 死体置場でロマンスを                                  | 1985      |
| 11                                                   | Computer Children                                     | 1985      |
| 12                                                   | 鎌倉物語                                              | 1985      |
| MC〜メンバー紹介                                     |                                                       |           |
| ちょっとだけ、新しい目の選曲コーナー                 |                                                       |           |
| 13                                                   | BLUE HEAVEN                                           | 1997      |
| 14                                                   | LONELY WOMAN                                          | 2004      |
| 15                                                   | SAUDADE 〜真冬の蜃気楼〜                              | 1998      |
| 16                                                   | ごめんよ僕が馬鹿だった                                | 2005      |
| MC〜紫綬褒章披露・ラブユー褒章                       |                                                       |           |
| とある港町の物語のコーナー                           |                                                       |           |
| 17                                                   | 涙のアベニュー                                        | 1980      |
| 18                                                   | 思い出のスター・ダスト                                | 1982      |
| 19                                                   | シャ・ラ・ラ                                          | 1980      |
| 20                                                   | LOVE AFFAIR 〜秘密のデート                            | 1998      |
| (最終日のみ)中居正広・有働由美子によるトーク・曲紹介 |                                                       |           |
| 21                                                   | ピースとハイライト                                    | 2013      |
| 22                                                   | 東京VICTORY                                           | 2014      |
| MC                                                   |                                                       |           |
| はっきり言って、時間調整のコーナー                   |                                                       |           |
| 23                                                   | 爆笑アイランド                                        | 1998      |
| 24                                                   | 愛と欲望の日々                                        | 2004      |
| 25                                                   | イエローマン 〜星の王子様〜                           | 1999      |
| 26                                                   | 怪物君の空                                            | 1985      |
| 27                                                   | BOHBO No.5                                            | 2005      |
| 28                                                   | ボディ・スペシャル II (BODY SPECIAL)                  | 1983      |
| 29                                                   | 勝手にシンドバッド                                    | 1978      |
| (最終日のみ)カウントダウン〜一月一日                 |                                                       |           |
| アンコール                                           |                                                       |           |
| 30                                                   | ハイそれまでヨ 天国オン・ザ・ビーチ                   | 1962 2014 |
| 31                                                   | ロックンロール・スーパーマン 〜Rock'n Roll Superman〜 | 2005      |
| MC                                                   |                                                       |           |
| 32                                                   | 栄光の男                                              | 2013      |
| 33                                                   | Oh! クラウディア                                      | 1982      |

- 最終日以外の20曲目と21曲目の間には、「人生泣いたり笑ったり… (省略) 今年は本当にありがとう。来年も宜しくお願いします。」といったナレーションとともに映像が流れた。

## 参加ミュージシャン
- サザンオールスターズ
  - 桑田佳祐 - Vocal & Guitar
  - 原由子 - Keyboards & Vocal
  - 関口和之 - Bass & Chorus
  - 松田弘 - Drums & Chorus
  - 野沢“毛ガニ”秀行 - Percussion

- サポートミュージシャン
  - 斎藤誠 - Guitar & Chorus
  - 片山敦夫 - Keyboards
  - TIGER - Chorus
  - 山本拓夫 - Sax & Flute
  - 吉田治 - Sax & Flute
  - 菅坡雅彦 - Trumpet
  - 角谷仁宣 - Synth & Programming
  - 佐藤嘉風 - Chorus Support

- ダンサーズ
  - EBATO DANCING TEAM

## エピソード
- このライブでは桑田が同年11月に受章した紫綬褒章の実物を会場で披露し、黒沢明とロス・プリモスの「ラブユー東京」を受章への喜びやファン、メンバー、スタッフへの感謝の気持ちや褒章が「みんなの褒章」であるといったことを込めた歌詞に替えた「ラブユー褒章」を歌うコーナーを設けている[9][10]。このコーナーの中で桑田が発した冗談[注 4]及び皇居で面会した際[注 6]の天皇明仁の口調のものまね[注 7]や最終日に起きた不備[注 8]が物議を醸した。かねてから桑田は著名人のものまねやジョークなどで笑いを誘う性格・パフォーマンスで知られていたが[注 9]、この時は抗議運動[注 12]が起こる程の騒動になったため[20][21]、2015年1月15日にアミューズは桑田との連名で、年越しライブでの振る舞いに対する謝罪と紅白歌合戦でのパフォーマンスに関する釈明をする趣旨の文章を発表[22]。桑田本人も二日後の1月17日に放送された自身のラジオ番組「桑田佳祐のやさしい夜遊び」（TOKYO FM）の冒頭で自らの非を認め、騒動が起きた原因と天皇への敬意を述べた上で一連の態度を謝罪した[15][11]。
- 紅白歌合戦にシークレットゲストとして出演した際に笑いをとる目的で着用した付け髭、2013年夏のライブ『灼熱のマンピー!! G★スポット解禁!!』で「ピースとハイライト」を演奏した際の演出についても疑問や批判・デマが寄せられ、前述の釈明文と「やさしい夜遊び」でデマや政治的な意図を否定する出来事があった[22][11]。
- 前述の披露のため紫綬褒章を自宅の神棚から持ち出す際、妻の原由子が「大丈夫?」などと言って心配していたことを謝罪のラジオの際に桑田が明かしており、「その時に言う事を聞いていればよかった」と述べていた[11]。また、原はこのライブで起きた騒動の影響で炎上や曲解を怖れ「詞を書くときは気をつけなければ」と思うようになり、桑田に対して「変な曲解されませんように」と祈るようになったことや、騒動への謝罪の内容が正確に伝わるように伝えることの難しさをのちに角田光代との対談で明かしている[23]。
- 謝罪・釈明をした後もしばらくは週刊誌にバッシング記事を書かれたり、ネット上に批判や実際の桑田の思想信条及び民族的立場[注 11]と異なるデマが書かれたり、桑田の才能を認めているビートたけし[注 13]が批判的なコメントを残すなど、騒動の影響が尾を引くこととなった[29][30][31][32]。一方で保守論客として知られる中宮崇や、桑田と親交がある三代目 桂春蝶及び太田光（爆笑問題）は前述した抗議や批判的な風潮に対する違和感を語り、桑田をフォローする発言を行った[33][34][35]。また、旧皇族の竹田家（旧：竹田宮家）出身[36][37][注 14]で且つ桑田のファンを公言している政治評論家の竹田恒泰は[38]、当時自身が運営していたYouTubeチャンネルで一連の騒動について触れ、桑田の芸風やキャラクターに理解を示しつつ「ジョークにしていい物と、ジョークにしちゃいけない物がある」「紫綬褒章を入れる場所としてはジーンズのポケットはまずい」「せめて上着の内ポケットとかならまだしもね」と述べ、騒動を残念がる趣旨の発言を行っている[注 15]。
- この騒動に対して多くのファンからの励ましのメールや手紙などが届いたことが桑田の口から語られている。一方で批判のメールも少なからずあり、先述のラジオでは後者を一通紹介した上で謝罪を行った[11]。
- このライブで「Computer Children」「怪物君の空」「爆笑アイランド」を演奏したことに関しては、「あれは新作リリースに際し、元来サザンとは世相に”物言う”バンドであると、あらためてファンに提示するためのセットリストだったのでしょうか?」とSWITCHのインタビューで尋ねられたが、桑田は「そういうものではなかった」と答えている[40]。
- 桑田はこのライブを前年の復活ライブと違う性格のものにすることを当初から決めており、選曲に関しては「久々に『KAMAKURA』の曲とかも聴きたいなあ」といった公式BBSのファンの意見も参考にしたことを述べている[40]。
- 桑田はこのライブに関して「『東京VICTORY』は新曲でしたけど、アルバムもリリース前だったし、久々に休止や再開といったお題の無い実験精神と楽しさと“三十六周年ありがとうフェア”みたいな気分でした。シンプルにお客さんとの駆け引きを楽しみたかったんですよ」と述べている[40]。
- 12月6日にはWOWOWで『サザンオールスターズ 年越しライブ2014 「ひつじだよ！全員集合！」 直前スペシャル』が放送され、キャスターとして中田有紀が出演した[41]。なお、中田は31日の公演を鑑賞したことを述べている[42]。この番組では2014年のサザンの活動をニュース形式で振り返ったり[41]、ざわちんが番組からのオファーにより桑田のものまねメイクに挑戦する企画も行われた[43]。
- 作家の池井戸潤がこのライブを観に行ったことをインタビューで明かしている[44]。
- 2日目には安倍晋三首相（当時）・昭恵夫人が来場している。安倍は「爆笑アイランド」の歌詞については驚いていたが、ライブそのものに対してはリズムに合わせて体を揺らし、桑田の軽妙なトークにも時折身を乗り出して聞き入っており、記者団から感想を問われた際に「楽しみましたよ」と答え、満足した様子だったとされる[8]。昭恵夫人はのちに自身の755で、ライブをボックス席で鑑賞していたことを報告し、「（本公演で演奏されなかった）いとしのエリーや真夏の果実を聴きたかったです」といった旨を述べている[45]。
- 3日目には桑田と同じ時期に紫綬褒章を受章した高畑淳子が、桑田の誘いに乗る形で長男の裕太・長女のこと美を連れて鑑賞した[46]。高畑はサザンのライブを鑑賞できたことに感激し、桑田に感謝の念を述べている[47]。
- 3日目の公演には前述した桑田と親交がある三代目 桂春蝶も観に行っていたことを翌日（2014年12月31日）のブログで報告しており、終演後にはメールのやりとりも行っている[48]。